# Вакасу

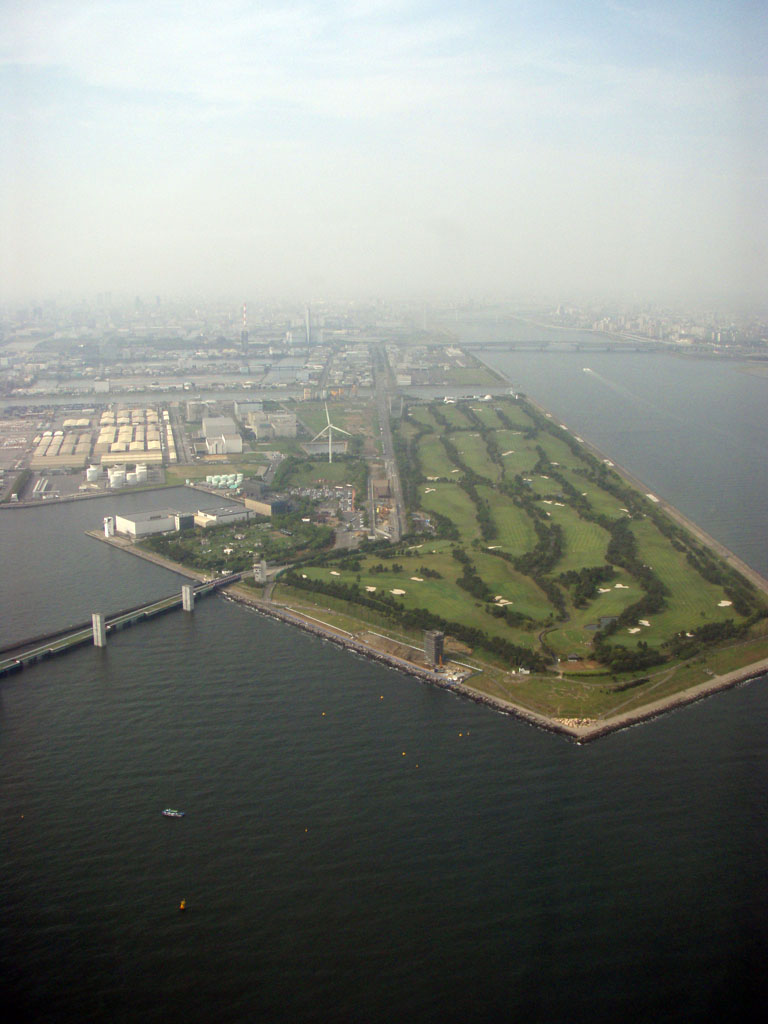
Парк на побережье Вакасу

Вакасу (яп. 若洲) — квартал Токио, расположенный в специальном районе Кото. Представляет собой искусственный остров.
За исключением территории кемпинга, остров Вакасу был построен на фундаменте из мусора (распространённая в Японии форма освоения земли, отвоёванной у моря). Примерно половину площади острова занимает промышленная зона, в то время как на другой половине расположено поле для гольфа с 18 лунками и кемпинг с велосипедной дорожкой протяженностью 4,5 километра, привлекающие большое количество посетителей из Токио.
Вакасу запланирован в качестве одного из мест проведения регаты на летних Олимпийских играх 2020.